# Аллер
А́ллер (нем. Aller) — река в Германии, правый приток Везера, протекает по территории Нижней Саксонии и Саксонии-Анхальта. Длина реки составляет 263 км. Половодье весной.
Берёт начало на возвышенности Бёрде близ Зехаузена, в 30 км к западу от Магдебурга, на высоте всего 156 м над уровнем моря. Течёт на северо-запад по широкой долине, в болотистой части которой восточнее Вольфсбурга создан национальный биосферный заповедник Дрёмлинг. Пересекается с Среднегерманским каналом. На последних 117 км, от города Целле до устья, Аллер судоходная. На Аллере расположены города Вольфсбург, Целле и Ферден.
Притоки: Окер, Фузе, Вице, Лайне, Изе, Лахте, Эрце, Беме.